# Talczyn
Talczyn – wieś w Polsce położona w województwie lubelskim, w powiecie lubartowskim, w gminie Kock. Przez miejscowość przepływa rzeka Czarna, dopływ Tyśmienicy.
| SIMC    | Nazwa | Rodzaj    |
| ------- | ----- | --------- |
| 0383366 | Płudy | część wsi |

Wieś stanowi sołectwo gminy Kock. Według Narodowego Spisu Powszechnego (III 2011 r.) wieś liczyła 617 mieszkańców.
Wieś szlachecka położona była w drugiej połowie XVI wieku w ziemi łukowskiej. Wieś wraz z folwarkiem wchodziła  w skład klucza kockiego księżnej Anny Jabłonowskiej. W latach 1975–1998 miejscowość administracyjnie należała do ówczesnego województwa lubelskiego.
Talczyn jest największą wsią w gminie Kock.
10 września 1943 r. Niemcy dokonali pacyfikacji wsi Talczyn. Sprawcy otoczyli wówczas wioskę i przystąpili do spędzania jej mieszkańców pod budynek szkoły. Po selekcji część osób została zamknięta w szkole, a część pozostała na zewnątrz. Okupanci przystąpili wówczas do egzekucji której odgłosy zagłuszali hałasem uruchomionych silników samochodów. Zamordowali 74 mieszkańców, 18 bądź 16 osób wywieźli do obozu koncentracyjnego w Majdanku, a dwie zabrali na roboty przymusowe do Rzeszy. Zdaniem Józefa Fajkowskiego akcja stanowiła odwet za zastrzelenie Niemca przez partyzantów w dniu 9 września 1943 r. w Talczynie.
"Zarówno Major Trapp, jak i Leutnant Hagen bali się zrazić do siebie miejscową społeczność, toteż w doborze kierowali się radami polskiego wójta. Straceńców wybierano wyłącznie z dwóch kategorii Polaków – byli to przyjezdni i osoby chwilowo przebywające w Talczynie oraz osoby „pozbawione środków do życia”. Trapp musiał wysłać co najmniej jednego policjanta, by uspokoić rozpaczające w sąsiedniej klasie kobiety. Z grupy [Niemcy ze 101. rezerwowego batalionu policyjnego] wybrali 78 mężczyzn, wyprowadzili ze wsi i rozstrzelali. Jak wspominał jeden z niemieckich policjantów, zastrzelili wyłącznie „najbiedniejszych z biednych”".
Wierni Kościoła rzymskokatolickiego należą do parafii Wniebowzięcia Najświętszej Maryi Panny w Kocku.